# Goeree-Overflakkee

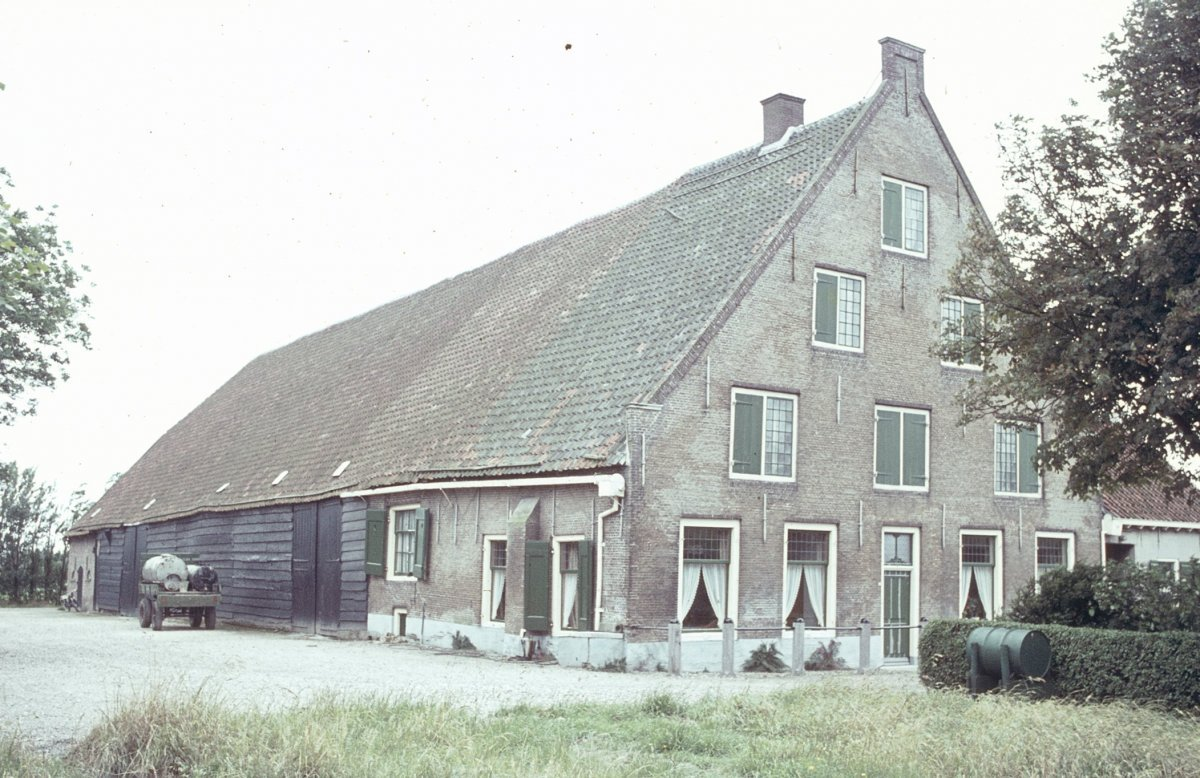
Boerderij Akkerzorg in Melissant in 1966. Landbouw is eeuwenlang de belangrijkste bron van bestaan geweest op Goeree-Overflakkee.

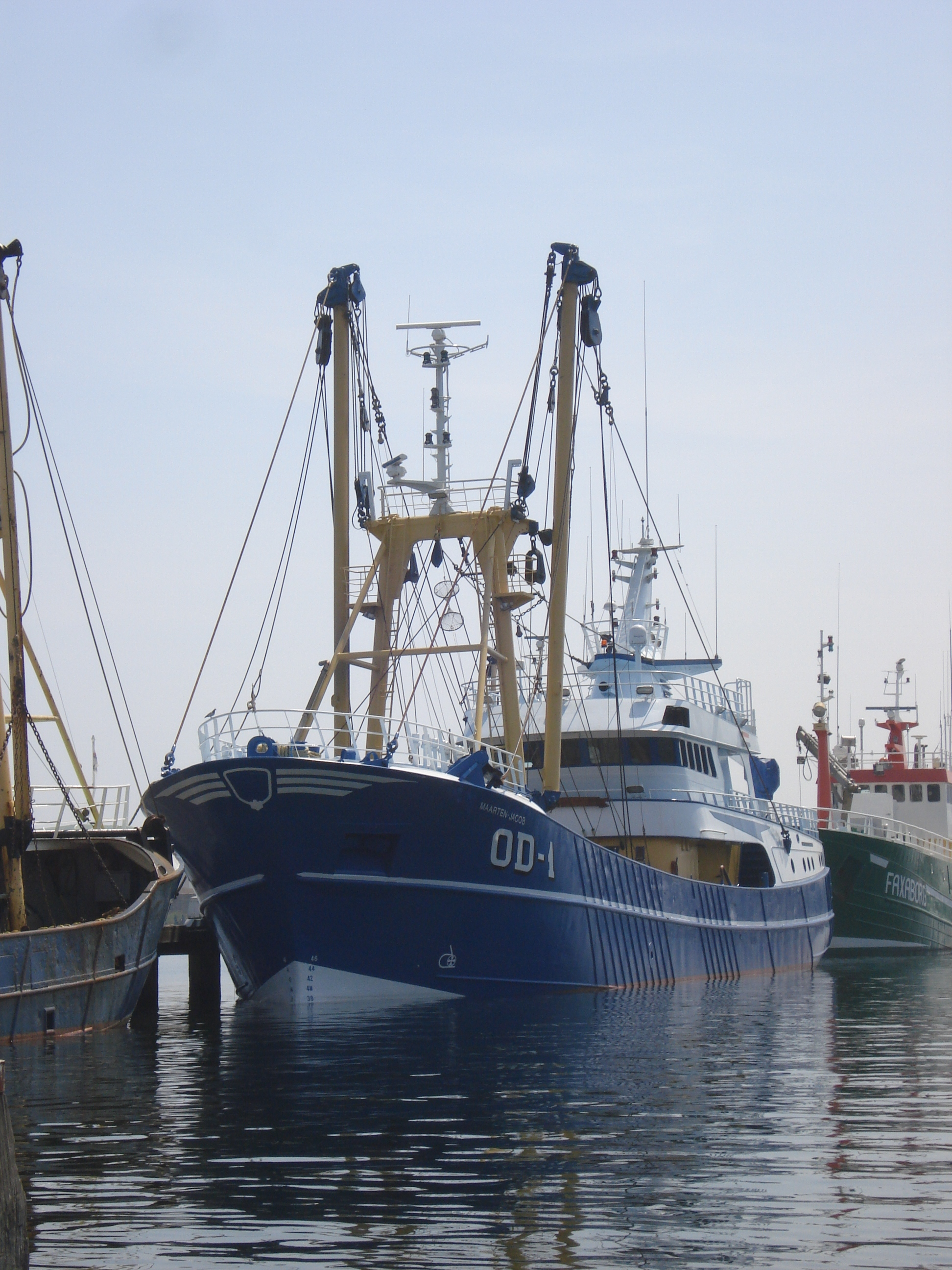
Boomkorkotter in de haven van Stellendam. De visserij met aanverwante bedrijvigheid is in de tweede helft van de 20e eeuw zeer belangrijk geworden.

Bloemenzee in de Oostduinen van Goeree-Overflakkee

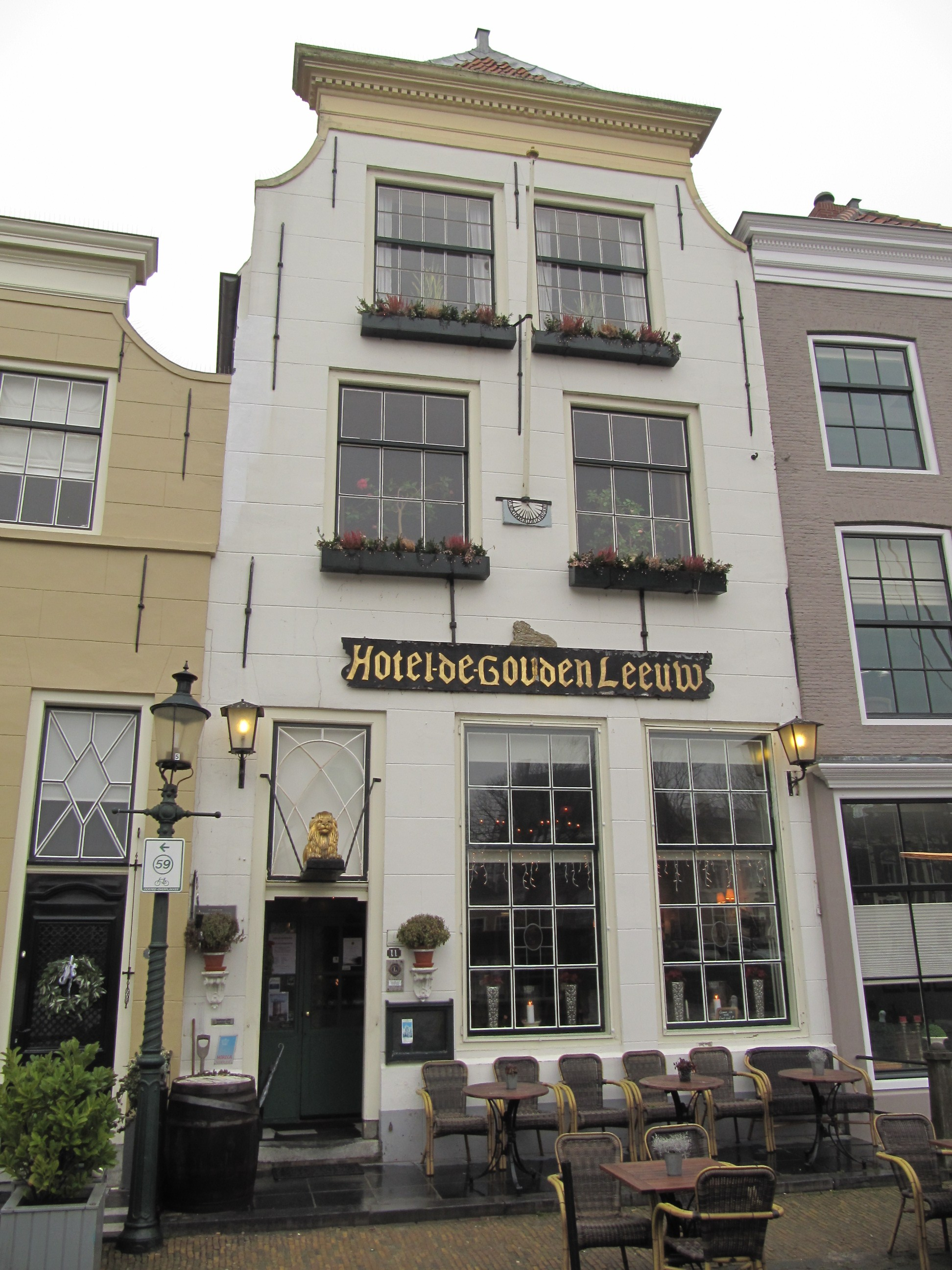
Goedereede is een klein plaatsje, maar het enige op het eiland dat stadsrechten heeft gehad. In hotel De Gouden Leeuw is nog een pausenkamer te vinden, die verwijst naar de enige Nederlandse paus, Adrianus VI, die hier enige tijd pastoor was.

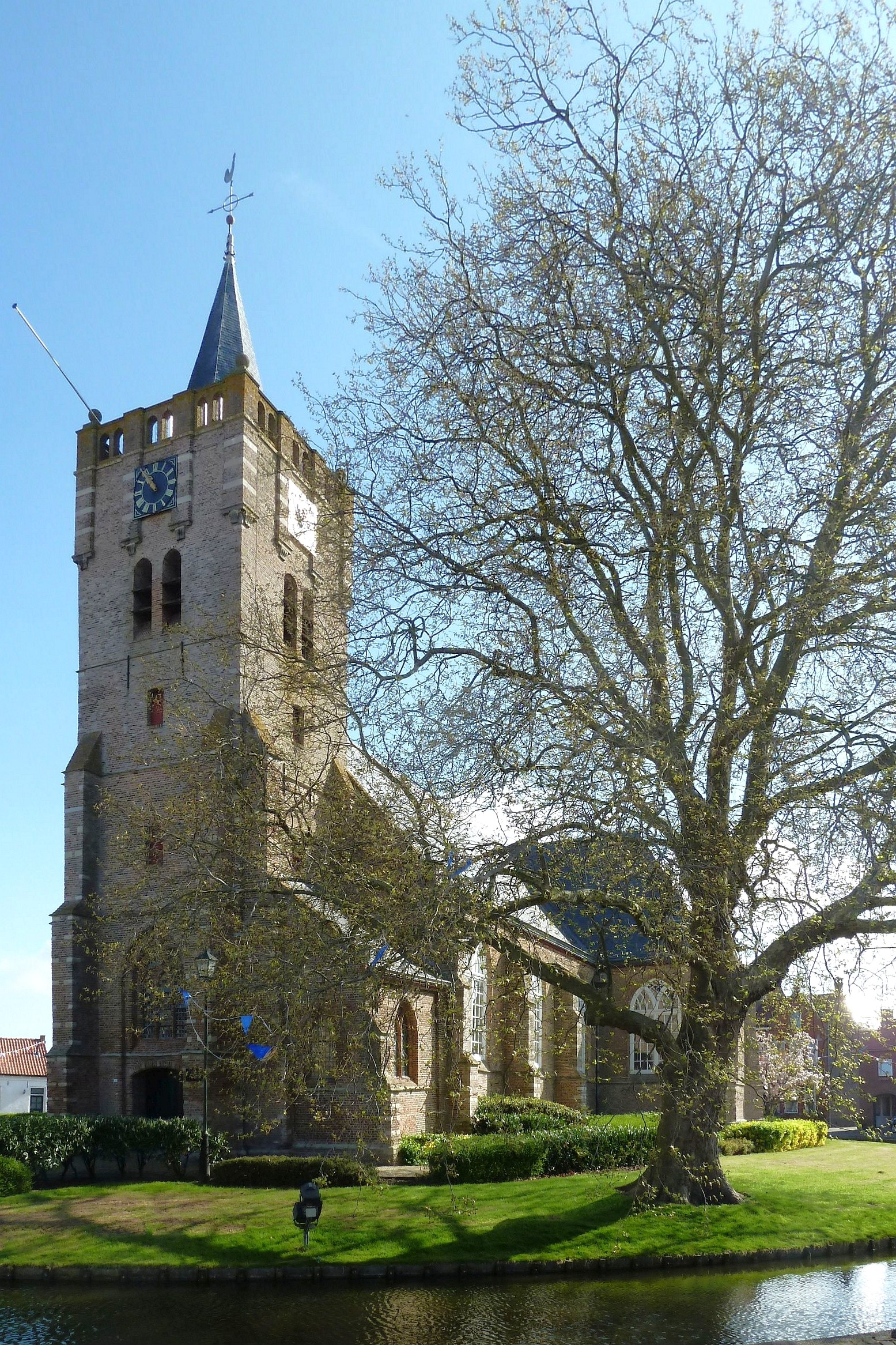
Hervormde Kerk, Nieuwe-Tonge

Goeree-Overflakkee is een eiland en gemeente in het zuidwesten van de Nederlandse provincie Zuid-Holland. De gemeente, die het gehele eiland beslaat, is ontstaan op 1 januari 2013 door samenvoeging van de gemeenten Goedereede, Dirksland, Middelharnis, Oostflakkee.
Goeree-Overflakkee wordt omsloten door de Noordzee, het Haringvliet, het Volkerak-randmeer, het Krammer en het Grevelingenmeer. Goeree-Overflakkee behoort tot de provincie Zuid-Holland. Sommelsdijk heeft echter, als enige plaats op het eiland, tot 1805 tot de provincie Zeeland behoord. De grootste woonkern is het met elkaar vergroeide Middelharnis-Sommelsdijk, daarna volgen Ouddorp, Dirksland en Oude-Tonge. De naam Goeree-Overflakkee wordt in de spreektaal vaak afgekort tot Flakkee of tot Goeree. Goeree-Overflakkee was tevens de naam van het lokale waterschap op het eiland.
Goeree-Overflakkee is via de Hellegatsdam verbonden met de Hoeksche Waard en Noord-Brabant. De Grevelingendam en de Brouwersdam maken de verbinding met Schouwen-Duiveland. De Haringvlietdam loopt naar Voorne-Putten. Het eiland staat bekend als kerkelijk. In Ouddorp wordt van alle plaatsen op het eiland het hoogste percentage stemmen op een christelijke partij uitgebracht tijdens verkiezingen, in Oude-Tonge het laagste. Globaal kan gezegd worden dat het eiland van het westen naar het oosten minder kerkelijk wordt. Het eiland is vlak en ligt ongeveer op zeeniveau, met uitzondering van het duingebied op de noordwestpunt. Het hoogste punt bevindt zich op circa 18,5 meter boven NAP.

## Geschiedenis
Wat nu één eiland is bestond vroeger uit diverse kleine eilanden. Deze eilanden werden stukje voor stukje door mens en natuur op het water veroverd. Zo ontstonden diverse eilandjes waarvan de contouren nog herkenbaar zijn in de vormen van de verschillende polders.
Voorne was ± 1000 het gebied ten zuiden van Masaland en ten noorden van Scaldemarland. Overstromingen bedekten dit veengebied plaatselijk met een laag klei. Om bepaalde gebieden terug te winnen of te beschermen begon men met het aanleggen van dijken. Met grote stormvloeden is veel land verloren gegaan en is onder andere begin 13e eeuw het Haringvliet ontstaan, waardoor Voorne werd gedeeld.
Doordat deze namen in de loop van de geschiedenis voor iets anders gebruikt werden, is er veel verwarring rondom de naam Voorne:
- Voorne is een voormalig eiland, dat onderdeel is van Voorne-Putten. Eerder had Voorne een grotere oppervlakte en omvatte ook het eiland Goeree-Overflakkee.
- Westvoorne was een gemeente op het voormalig eiland Voorne, ten noorden van Goeree-Overflakkee, die samen met Hellevoetsluis en Brielle is opgegaan in de fusiegemeente Voorne aan Zee. Eerder was Westvoorne de naam voor het voormalige eiland Westvoorn met de plaatsen Ouddorp en Goedereede.
- Oostvoorne is van oudsher een plaats op het voormalig eiland Voorne. Eerder was Oostvoorne een zelfstandige gemeente, maar sinds 1980 is het onderdeel van de gemeente Westvoorne (thans onderdeel van bovengenoemde fusiegemeente Voorne aan Zee).
- Zuidvoorne of Voorne-Overflakkee waren namen voor het voormalige eiland Overflakkee. Omdat dit land aan de overzijde van de Flakkee (Haringvliet) lag.

De namen in oude archieven kunnen afwijken van de huidige geografische betekenis. De kop van het eiland stond vroeger bekend als het eiland Westvoorn. De eerste inpoldering van het eiland was de polder Oudeland van Diependorst in de 12e eeuw. Aan het stadje Goedereede danken we de naam Goeree. Een "goede rede" was een goede haven. In 1751 werd dit eiland met Overflakkee verbonden door de Statendam. De dam werd gebouwd in opdracht van de Staten van Holland en was ongeveer 5 kilometer lang. De naam Overflakkee is afgeleid van het water tussen de benedenmond van het Spui en het Goereese-Gat. In de 19e eeuw is de benaming voor dit water dat eerder De Westerlech of Herink heette, maar lang bekendstond als "Vlackee" of "Flakkee", verdrongen door Haringvliet, zoals de bovenloop al tijden genoemd werd. Door de eeuwen heen wordt het eiland regelmatig getroffen door overstromingen. Zo verdrinken er bij de Stormvloed van 1682 22 personen en bij de Watersnood van 1953 komen 481 mensen om.
Vanaf de 19e eeuw wordt het eiland bediend door vaste veerdiensten, waarvan de veerdienst Hellevoetsluis-Middelharnis de belangrijkste wordt. Deze dienst werd in 1964 opgeheven. In 1909 wordt de eerste tramlijn op het eiland geopend. Op 9 maart 1934 wordt te Dirksland het eerste (en enige) ziekenhuis op het eiland geopend, het Van Weel-Bethesda Ziekenhuis. Het isolement van het eiland werd in 1964 opgeheven door de eerste verbinding met de vaste wal, de Haringvlietbrug. Door de betere bereikbaarheid groeide het toerisme snel; vooral rondom Ouddorp werden veel verblijfsvoorzieningen gebouwd. De dammen hadden tot gevolg dat veel bewoners aan de 'overkant' gingen werken. De werkgelegenheid op het eiland bleef achter. Nabij Stellendam en Oude-Tonge werden regionale bedrijfsterreinen gevestigd. In de loop van de 20e eeuw groeide de visserij uit tot een bloeiende bedrijfstak, gevolgd door een terugloop vanaf het begin van de 21e eeuw.
Tot 1966 bestond het eiland uit 13 gemeenten, die werden samengevoegd tot vier: Goedereede, Dirksland, Middelharnis, Oostflakkee. Per 1 januari 2013 zijn deze vier samengevoegd tot één gemeente, na fel protest van met name de westkant van het eiland.

## Havens
Bij Stellendam is de Goereese sluis, een schutsluis voor de scheepvaart CEMT-klasse VA in de Haringvlietdam. 
Zowel aan de Noordzeekant als aan de binnenzijde zijn havens voor onder andere de visserij. De KNRM (reddingsmaatschappij) heeft zowel binnengaats als buitengaats een reddingsvaartuig.

## Plaatsen in de gemeente
Op Goeree-Overflakkee liggen de volgende plaatsen (met het aantal inwoners) per 1 januari 2023:
| Woonplaats (BAG)        | Inwoners 2023 |
| ----------------------- | ------------- |
| Achthuizen              | 1.120         |
| Den Bommel              | 1.720         |
| Dirksland               | 6.125         |
| Goedereede              | 2.250         |
| Herkingen               | 1.295         |
| Melissant               | 2.190         |
| Middelharnis            | 7.720         |
| Nieuwe-Tonge            | 2.425         |
| Ooltgensplaat           | 2.715         |
| Ouddorp                 | 6.295         |
| Oude-Tonge              | 5.295         |
| Sommelsdijk             | 7.320         |
| Stad aan 't Haringvliet | 1.525         |
| Stellendam              | 3.590         |

## Aangrenzende gemeenten
| Aangrenzende gemeenten | Aangrenzende gemeenten | Aangrenzende gemeenten | Aangrenzende gemeenten | Aangrenzende gemeenten |
| ---------------------- | ---------------------- | ---------------------- | ---------------------- | ---------------------- |
|                        |                        | Voorne aan Zee         |                        | Nissewaard             |
|                        |                        |                        |                        |                        |
|                        | Hoeksche Waard         |                        |                        |                        |
|                        | Moerdijk (NB)          |                        |                        |                        |
| Schouwen-Duiveland (Z) |                        | Tholen (Z)             |                        | Steenbergen (NB)       |

## Toerisme
Vooral in de omgeving van Ouddorp en (in mindere mate) Herkingen is veel toerisme te vinden. De stranden op Goeree-Overflakkee zijn populair bij Duitsers. De dijken en polderwegen zijn erg in trek bij fietsers en wandelaars. De Grevelingen ten zuiden van Goeree-Overflakkee is erg geliefd bij sportduikers en andere watersporters als zeilers, surfers en waterskiërs.
Nabij Ouddorp ligt Port Zélande. Er is een jachthaven onder de naam Marina Port Zélande. Het grote bungalowpark is eigendom van Center Parcs. Het grootste deel van het dorp bestaat uit uitgestrekte lintbebouwing. Doordat zandwallen als erfafscheiding worden gebruikt is een in Nederland uniek landschap ontstaan (schurvelingenlandschap).
In Sommelsdijk is het Streekmuseum Goeree-Overflakkee gevestigd waar de geschiedenis van het eiland vanaf de Romeinse tijd centraal staat. De in het voorjaar volop in bloei staande tulpenvelden vormen een trekpleister die nog niet door massa's toeristen ontdekt is. Samen met Middelharnis vormt Sommelsdijk een uniek tweelingdorp met beide een kerkring, voorstraat en haven.

## Zetelverdeling gemeenteraad
| Gemeenteraadszetels      | Gemeenteraadszetels | Gemeenteraadszetels | Gemeenteraadszetels |
| Partij                   | 2012                | 2018                | 2022                |
| ------------------------ | ------------------- | ------------------- | ------------------- |
| SGP                      | 9                   | 7                   | 7                   |
| VKGO                     | 3                   | 6                   | 7                   |
| CDA                      | 3                   | 4                   | 6                   |
| Groep Jan Zwerus         | -                   | 1                   | 4                   |
| VVD                      | 4                   | 3                   | 2                   |
| PvdA                     | 4                   | 3                   | 2                   |
| ChristenUnie             | 4                   | 3                   | 2                   |
| D66                      | -                   | -                   | 1                   |
| Eiland van Vrijheid      | 1                   | 2                   | -                   |
| Goeree Overflakkee Samen | 1                   | -                   | -                   |
| Totaal                   | 29                  | 29                  | 31                  |
| Opkomst                  | 55,65%              |                     |                     |

Vanwege de herindeling van Goeree-Overflakkee zijn er op 21 november 2012 in de vier samenvoegende gemeenten tussentijdse gemeenteraadsverkiezingen gehouden. De toen gekozen gemeenteraadsleden bleven in functie tot de landelijke gemeenteraadsverkiezingen van maart 2018.

## Gemeentebestuur

### Burgemeester
Tot burgemeester werd in 2013 benoemd: Ada Grootenboer-Dubbelman (CDA). Vanwege gezondheidsproblemen was van eind 2014 tot oktober 2015 Jan Pieter Lokker (ook CDA) waarnemend burgemeester. 

### Wethouders
- Daan Markwat (SGP)
- Berend Jan Bruggeman (GOLV)[7]
- Henk van Putten (CDA)
- Jaap Willem Eijkenduijn (PvdA)
(in volgorde van locoburgemeesterschap)[1]

## Sport
- In 2010 kwamen zowel de Giro d'Italia als de Tour de France naar Goeree-Overflakkee toe. Er was echter geen plaats op Goeree-Overflakkee aangewezen als start of finishplaats, Goeree lag alleen op de route. Ook in 2015 lag Goeree-Overflakkee op de route van een Tour de France etappe. In 2016 is er het NK Wielrennen verreden. Er werd gestreden om de nationale titels op de weg en op de tijdrit door de elite mannen, vrouwen, beloften, nieuwelingen, junioren en elite zonder contract.
- In het seizoen 1956/57 en 1958/59 deed de voetbalvereniging Flakkee mee aan het grote KNVB bekertoernooi. Flakkee werd telkens al in de eerste ronde uitgeschakeld door Hermes DVS (1-4) en Xerxes (0-1).
- De Omloop van Goeree-Overflakkee is een jaarlijks terugkerend wandelevenement waarbij de deelnemers binnen 24 uur een afstand van 110 km moeten afleggen helemaal rond het eiland. De route gaat over buitendijken, het strand van Goeree-Overflakkee en gedeeltelijk door unieke natuurgebieden die de rest van het jaar voor het publiek zijn gesloten. Aan deze wandeltocht nemen jaarlijks zo'n 1000 wandelaars deel.
- Voor de watersport zijn er jachthavens in Port Zélande, Herkingen, Battenoord, Oude Tonge, Ooltgensplaat, Den Bommel, Stad aan 't Haringvliet, Middelharnis, Stellendam.

## Geboren op Goeree-Overflakkee
- Ad Bestman
- Kees van der Bok
- Laurens Johannes Bol
- Louis Bouwmeester
- Elco Brinkman
- Leendert Cornelis Brinkman
- Theo van den Doel
- Lodewijk Gebraad
- Maarten van der Graaff
- Pieter Thomas Grinwis
- Richard Groenendijk
- Aad van den Hoek
- Ab Klink
- Jasper Leijdens
- Arie Luyendyk
- Koos Moerenhout
- Toine van Peperstraten
- Jacob van Prooijen
- Tomas Ross
- Aleid Slingerland
- Cornelis Jacobus Snijders
- Martijn Sperling
- Jaantje Tanis
- Simeon Tienpont
- Cornelis Verolme
- Leo Vroegindeweij
- Willem Walraven
- Johannes Zaaijer

## Cultuur

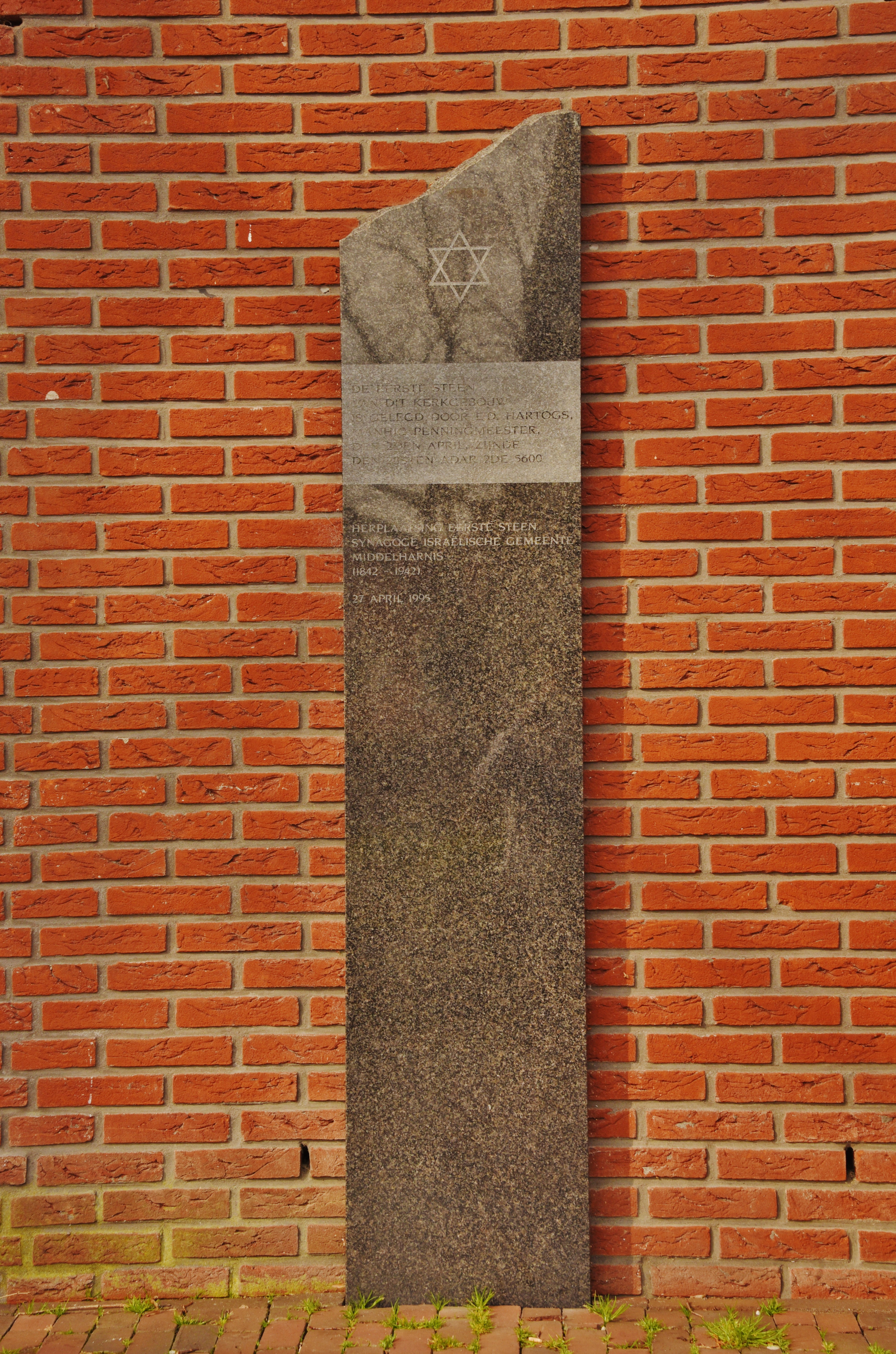
Gedenksteen voor de synagoge van Middelharnis

### Monumenten
In de gemeente is een aantal rijks- en oorlogsmonumenten, zie:
- Lijst van rijksmonumenten in Goeree-Overflakkee
- Lijst van oorlogsmonumenten in Goeree-Overflakkee
- Lijst van Stolpersteine in Goeree-Overflakkee

### Kunst in de openbare ruimte
In de gemeente Goeree-Overflakkee zijn diverse beelden, sculpturen en objecten geplaatst in de openbare ruimte, zie:
- Lijst van beelden in Goeree-Overflakkee